# Iglesia de la Virgen de la Peña (Ágreda)
La iglesia de la Virgen de la Peña en la villa de Ágreda (provincia de Soria, Castilla y León, España) es un templo católico que data del siglo XII, el más antiguo de la localidad.

## Descripción
Este templo es la más antiguo de la villa de Ágreda. Fue consagrada en 1193 por el obispo Juan Frontín. Posee una planta de dos naves de cañón apuntado e igual altura pero desigual anchura. La iglesia contiene un elevado número de pinturas góticas, de entre las que destacan las situadas en una predela de un gran retablo, desaparecido, de finales del siglo XV.
Consta de seis paneles que representan la Anunciación, la Visitación, el Nacimiento de Jesús, la Adoración de los Reyes Magos, la Presentación del Niño Jesús y la Piedad.
En este templo se desposó Jaime I el Conquistador con Leonor de Castilla.
La iglesia alberga el Museo de Arte Sacro de Nuestra Señora de la Peña.

## Galería

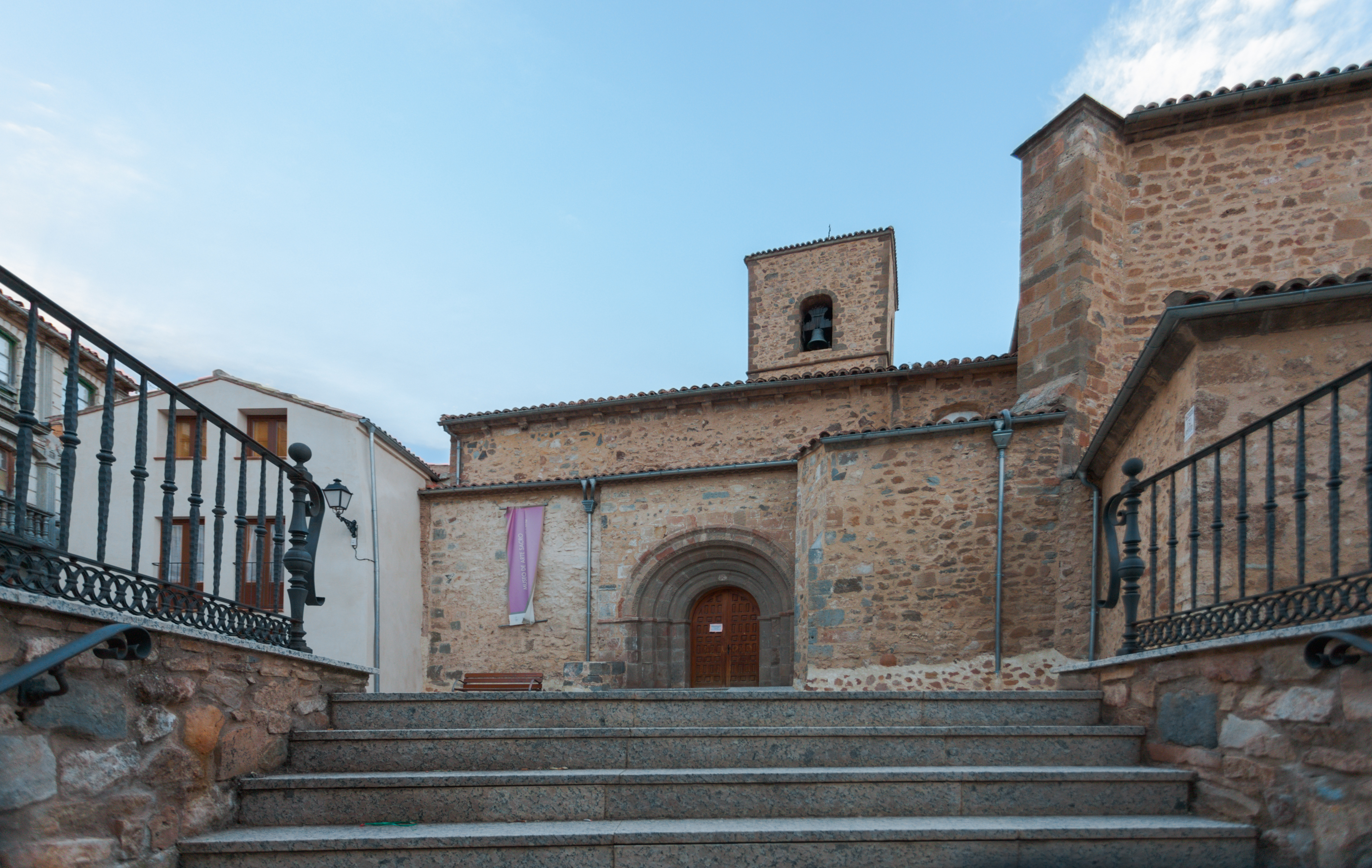
Vista desde las escalinatas.
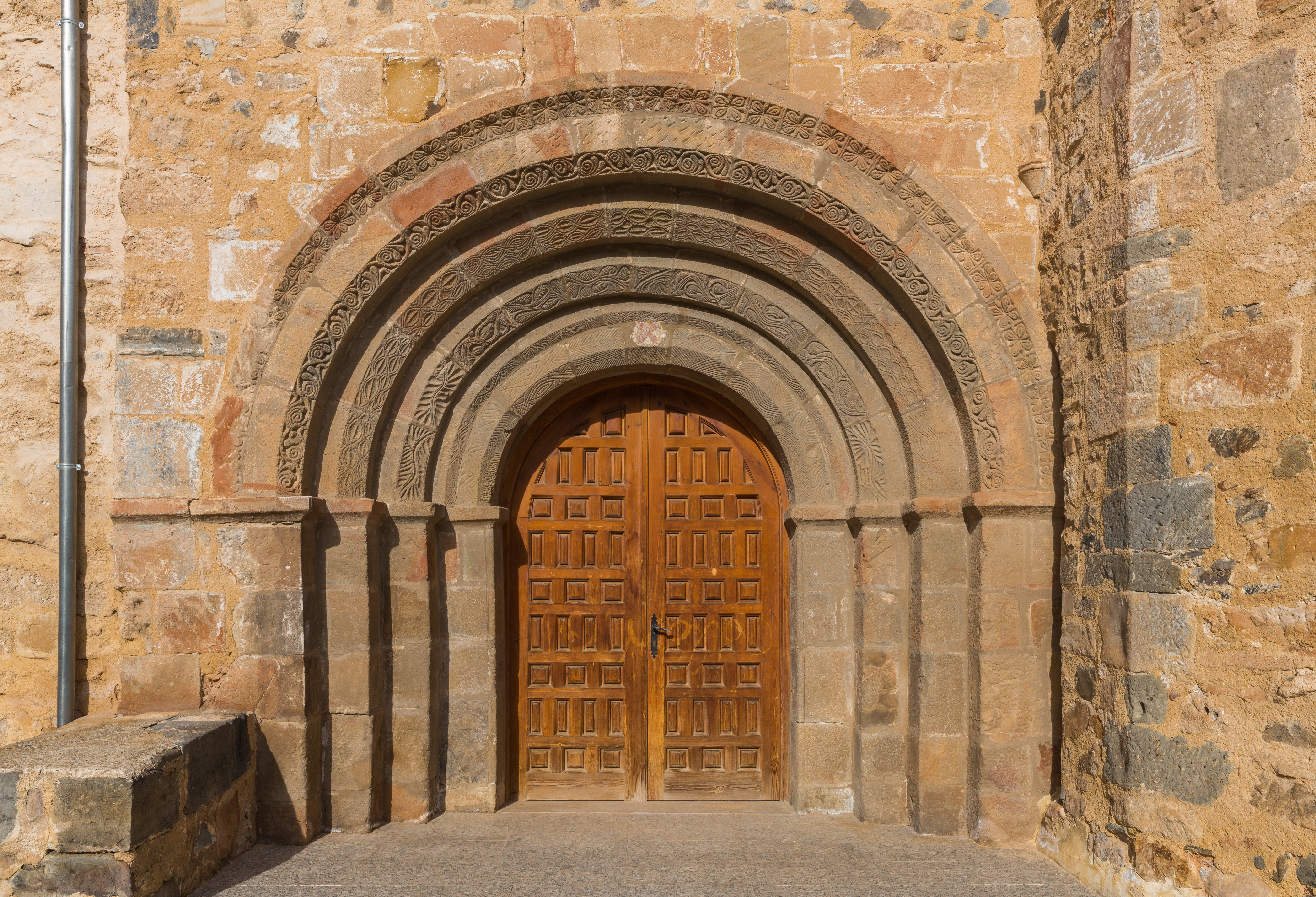
Portal.
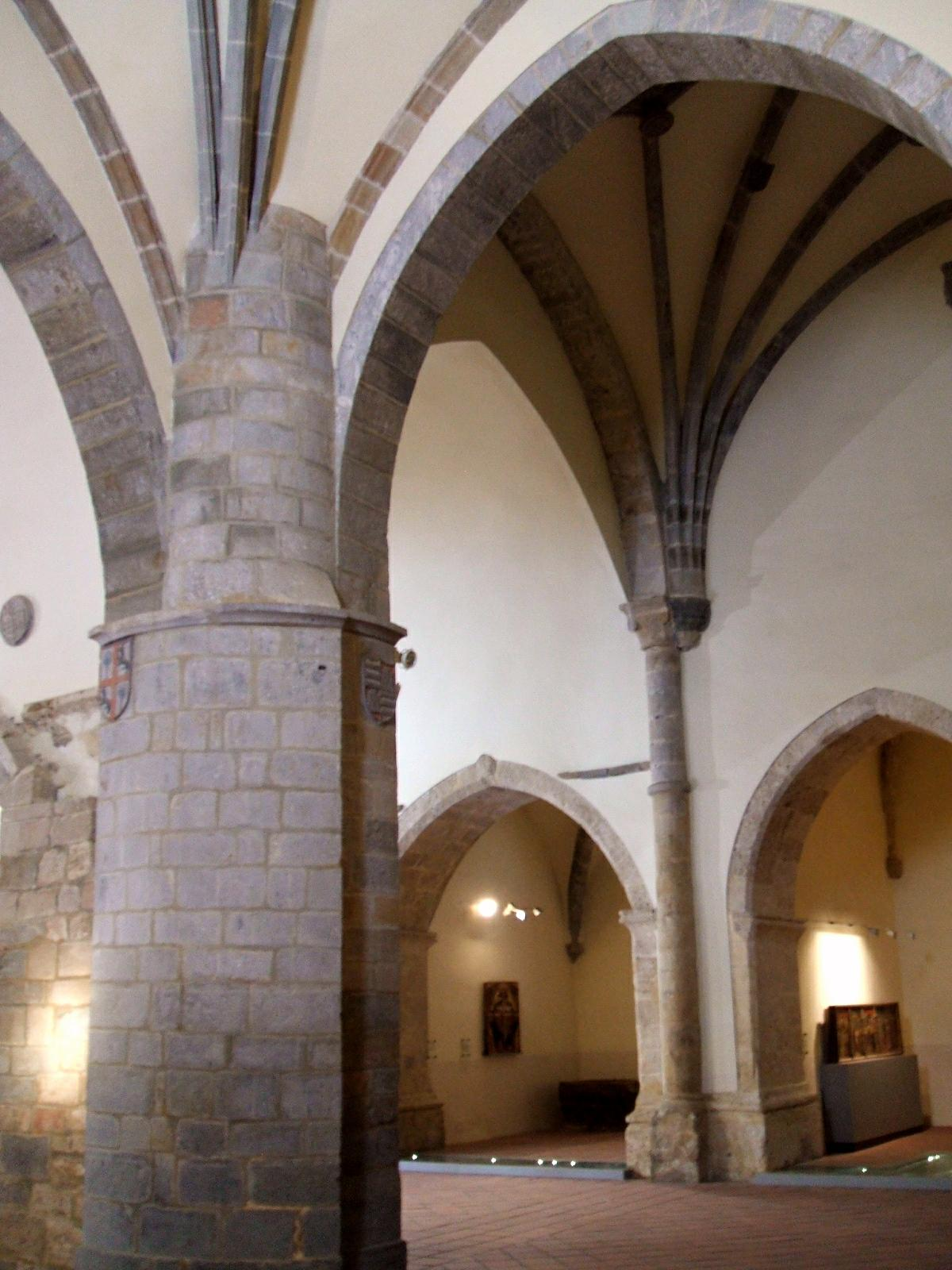
Interior de la Iglesia de la Virgen de la Peña.
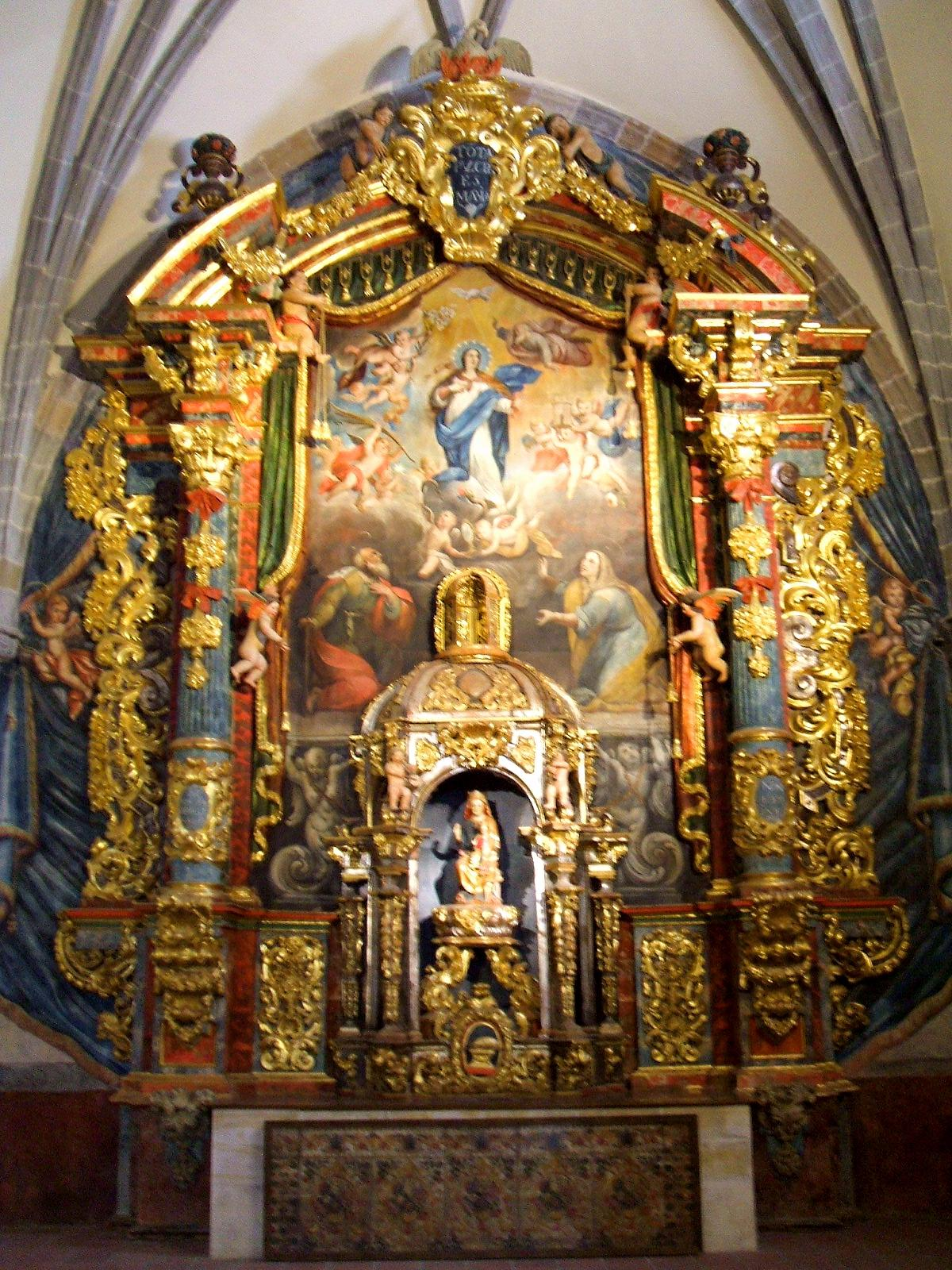
Retablo mayor la Iglesia de la Virgen de la Peña.